# NGC 85
NGC 85 este o galaxie lenticulară localizată în constelația Andromeda, membră a grupului NGC 80. A fost descoperită de către Ralph Copeland în 15 noiembrie 1873. NGC 85 ineracționează cu galaxia spirală IC 1546.